# 青少年的訊息

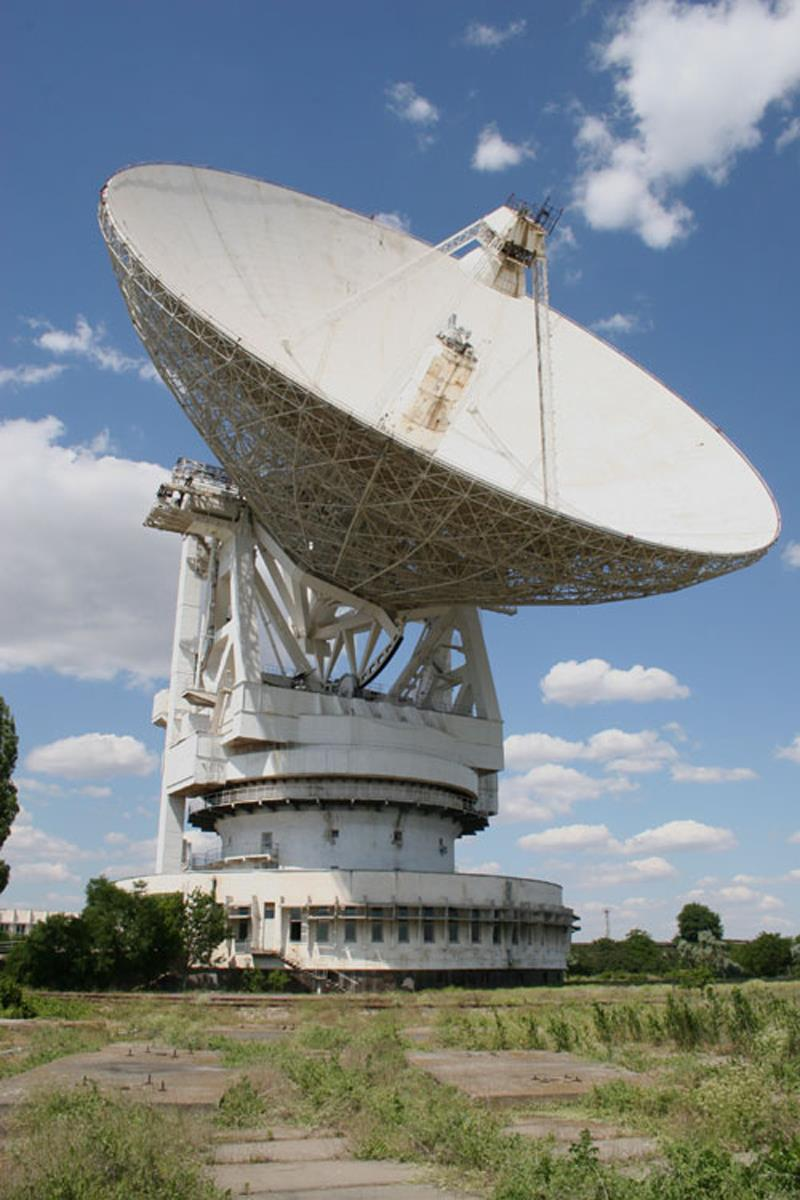
烏克蘭葉夫帕托里亞 (Evpatoria)的70-米天線P-2500 (葉夫帕托里亞行星雷達)。

青少年的訊息(TAM)是在2001年8月與9月從葉夫帕托里亞行星雷達發送給鄰近且與太陽相似恆星的METI訊息。與以前僅用數位型式發送的訊息，1974年的阿雷西博信息和宇宙的呼喚，都不同，青少年的訊息是綜合性的，以三個段落傳送不同形式的資訊。這樣的組織架構是Alexander L. Zaitsev建議的 。
- 第一段是緊密的模仿來自太陽中心傳送的慢都卜勒波長調諧相干探測的電波訊號。這個訊號是為了協助地球外的接收者檢測和診斷星際介質對電波訊號傳輸的影響。
- 第二段是類比訊號並描述音樂的旋律，並以特雷門來執行。這種電子樂器生產類似單頻的信號，可以在星際距離上輕鬆地檢出。在其中有七種音樂在外星人第一次的鐵耳明式電子樂器音樂會 （页面存档备份，存于）。
- 第三段以著名的阿雷西博二進位數位訊號描述：青少年的訊息標幟、英語和俄語兩種語言的給外星人的問候語，和圖像和詞彙。這一段和音樂會的程式，是從來自不同網站的俄羅斯青少年組成的。

這個計畫是因為大多數參加者的年齡而得名。
下面是被發送這個訊息的恆星：

## 外部連結
- The TAM Schedule, Concert program and complete listing of the images and target stars
- 青少年的訊息 （页面存档备份，存于）
- A Teen-Age Message to the Stars （页面存档备份，存于）
- Sending and Searching for Interstellar Messages
- The First Musical Interstellar Radio Message[永久]
- details （页面存档备份，存于） of the controversy over Zaitsev's Messages